# 高橋健三

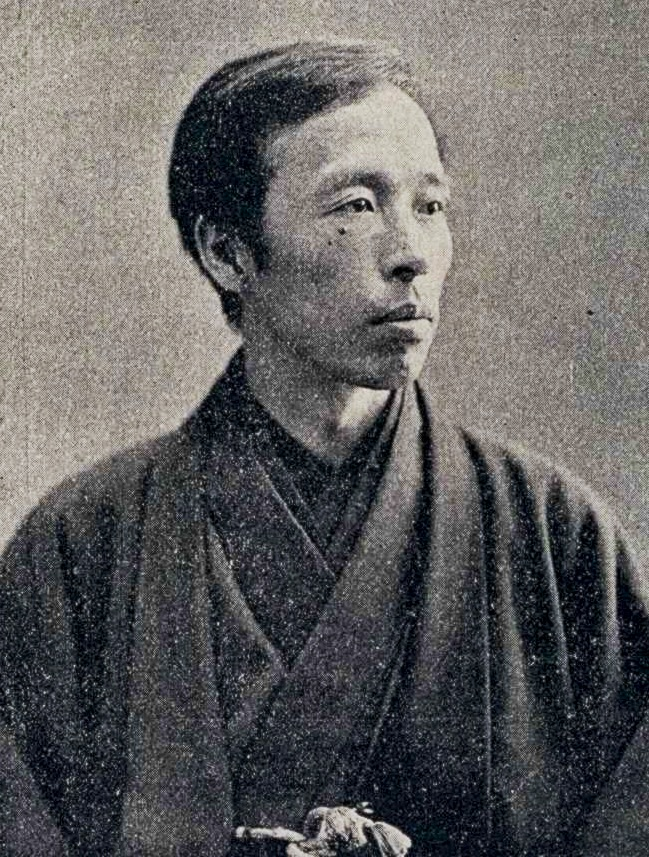
高橋健三

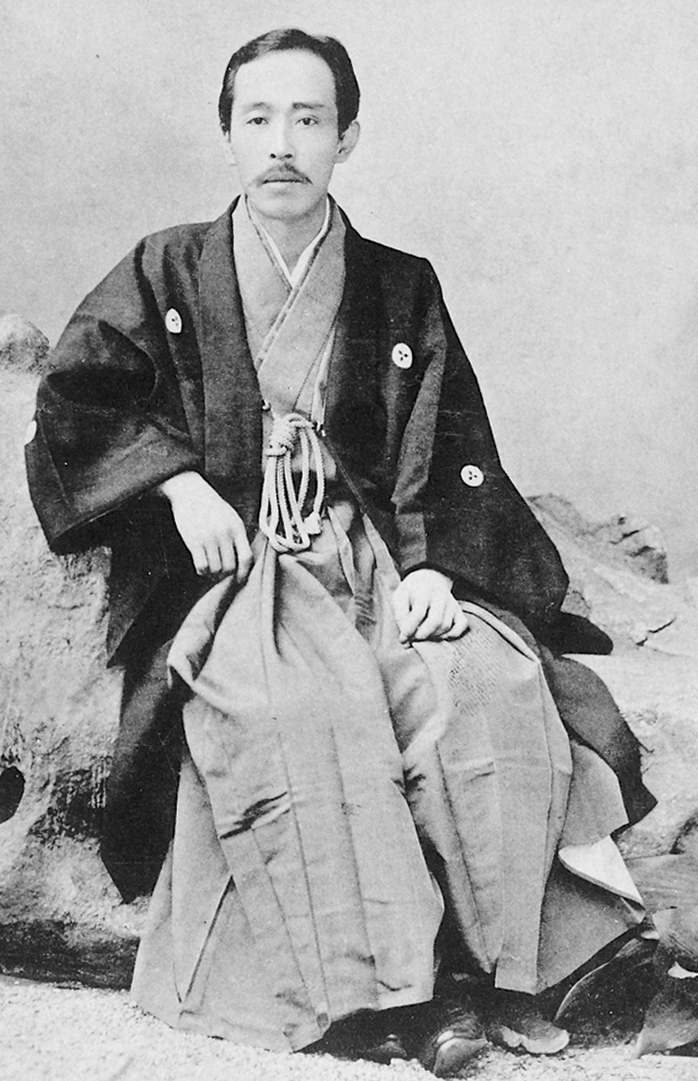
高橋健三

高橋 健三（たかはし けんぞう、1855年10月27日（安政2年9月17日） - 1898年（明治31年）7月22日）は、明治期のジャーナリスト・官僚・政治家。英吉利法律学校（中央大学の前身）創立者の一人。岡倉天心とともに『国華』を創刊のほか、『官報』の創刊(1883年)にも尽力した。別称に自恃居士（じじこじ）。

## 経歴
江戸で元尾張藩士、書道家になった高橋石斎の子として生まれる。後に父が戸田氏に仕官して下総国曾我野藩士となる。明治3年（1870年）曾我野藩の貢進生に選ばれて大学南校（東京大学の前身の一つ）に入学し、法律を学ぶ。明治11年（1878年）、東京大学を中退し、翌年官途につく。以後、駅逓局・文部省を経て、明治16年（1883年）に太政官官報報告掛に任じられて官報の創刊に参画する。内閣制度発足と同時に官報局次長に任じられ、明治22年（1889年）3月に官報局長に任じられた。同年、帝国博物館部長の岡倉覚三（天心）とともに国華社を設立し、月刊美術誌国華を創刊。1890年にパリに出張してマリノニ輪転機を『官報』増刷用に購入し、「輪転機」という訳語も高橋がつけた。
元同僚である陸羯南とともに国家主義に転じ、明治25年（1892年）11月に官報局長を辞任、翌明治26年（1893年）1月に大阪朝日新聞に入った。かつて官報局長だった時代にフランスに派遣されて帝国議会の議事録制作用に最新式のマリノニ式印刷機を購入する際に、時同じく購入交渉中であった大阪朝日新聞の分の交渉も合わせて行った経緯があり、待遇も客員の論説委員ながら、実際には主筆と同格に扱われた。同年秋に同紙に連載した『内地雑居論』で内地雑居反対を主張して反響を呼んだ。同紙以外にも国家主義の観点から執筆を行い、また大阪朝日新聞系の雑誌である『二十六世紀』の編集責任者となった。
明治29年（1896年）9月に第2次松方内閣が発足すると、陸羯南の推挙によって内閣書記官長に任じられる。ところがその2ヶ月後、陸の『日本』が以前『二十六世紀』に掲載された高橋の土方久元宮内大臣の専横、長州藩の宮廷支配を批判する記事「宮内大臣論」を転載したところ、内務省より『二十六世紀』が11月14日発行禁止処分を受けた。『日本』、批判を支持した『万朝報』『国民新聞』など発売禁止。政府高官の論文が原因で発売禁止になると言う事態に加えて、高橋はこれに憤慨して新聞紙条例の改正（新聞・雑誌の発売禁止規定の廃止）を図ろうとし、政府に参加していた進歩党も高橋を支持したため、政府内外で論争となった。内閣の崩壊を恐れる黒田清隆ら薩摩閥の計らいで高橋の要求が認められて事態の収拾が図られたが、翌明治30年（1897年）10月に進歩党が政権を離脱すると、行き掛かり上高橋もこれに同調して辞任した。
その後、大阪朝日新聞に復職するが、内閣書記官長辞任から9ヶ月後の明治31年（1898年）7月に肺結核のために神奈川県小田原の別荘にて42歳で没した。墓所は染井霊園。

## 人物
一時親交の深かった岡倉天心の子・一雄は高橋のことを「見るから小柄の男であったが、眼光は爛々として非凡人の光を呈していた」とし、高橋の妻について「偉大の体躯の持ち主で漢学の素養もあり、糸竹の道にも秀でていた女性」であり、とくに「一中節では押しも押されもせぬ名人で、良人の没後その家元を継いだ」と表している。高橋の妻を先達として、大谷木備一郎の妻（のち小川一真妻）、藤田隆三郎の妻、山田喜之助の妻、岡倉天心の妻など十数人で日本風の婦道を勉める婦人団体「清迎会」が組織された。

## 栄典
- 1896年（明治29年）10月10日 - 正五位[5]